# 宗教家懇談会
宗教家懇談会（しゅうきょうかこんだんかい）は、日本の宗教学の学者の宗教研究を推進させるための懇談会である。

## 経緯
明治26年（1893年）に開かれたシカゴ万国宗教大会の影響で、日本でも明治29年（1896年）9月26日に宗教家懇談会が東京府芝田町の松平頼英子爵別邸で開かれた。この懇談会は日本の宗教学の研究の推進が大きな目的であった。呼びかけたのは釈宗演・巌本善治らで、大内青巒・村上専精・織田得能・柴田礼一・海老名弾正・松村介石らが参加した。
比較宗教学の第一回研究会が明治29年に開催されて、姉崎正治と岸本能武太の二人を中心に、広田一乗、佐々木祐継、白山謙致、滝精一、渡辺海旭、吉田賢流を加えた研究者10人が参加した。
明治38年（1905年）3月23日には東京帝国大学が宗教学講座を開設して、姉崎正冶は初代担任教授に就任する。
明治37年（1904年）5月の日露戦争下で、戦時宗教家懇談会が芝公園内の忠魂祠堂会館で開催された。明治38年4月には、宗教家懇談会を承け、日本宗教家協和会が芝三田惟一館で結成された。その発起人には、神道、仏教、キリスト教の三宗教の有志が参加した。プロテスタントでは、本多庸一、小崎弘道、井深梶之助、海老名弾正、江原素六、平岩愃保、元田作太郎が参加した。
この規約では「本会は各宗教家の提携し得べき範囲内において和協の実を挙ぐべきものとす。」としている。
日露戦争のポーツマス講和反対の日比谷焼き討ち事件で、東京のキリスト教会堂が破壊された。その時、和協会は仏教徒より多額の寄付を受けて、これを被害を受けた教会に見舞金として贈与した。このように、仏教とキリスト教が交流が深まっていったことが分かる。

## 三教会同
そして、明治45年（1912年）2月25日-26日、第2次西園寺内閣のときに、内務次官の床次竹二郎の主催により、仏教各派代表51名、神道13名、キリスト教7名の合計71人により、三教会同が開催される。その年の10月には帰一協会が結成され、諸宗教の相互理解と協力が深まってきた。
しかし、政府が政略のために、宗教を利用していると考える少数の人達、柏木義円、内村鑑三、高木壬太郎、明石繁太郎らはこの会同に反対した。
特に柏木義円はすぐさま「政府の所謂宗教利用」と題する文章を『上毛教会月報』に発表し、批判した。